# Patrick Stefanini
Ne doit pas être confondu avec Laurent Stefanini.
Patrick Stefanini, né le 11 juillet 1953 à Bourg-en-Bresse (Ain), est un haut fonctionnaire et homme politique français.
Conseiller d'État, ancien préfet du Puy-de-Dôme et de la Gironde et ancien directeur général des services de la région Île-de-France, il est représentant spécial sur l'immigration du ministre de l'Intérieur depuis 2024.
Membre des Républicains, il est aussi conseiller départemental des Yvelines depuis le 1er juillet 2021.

## Biographie

### Origines et vie familiale
Patrick Stefanini est petit-fils d'officier. « Issu de la bourgeoisie de la Côte d'Azur d'un côté et de la petite classe moyenne du Nord de l'autre » selon Le Monde, il grandit à Chambéry. Il est scout et catholique pratiquant.
Marié, il est père de deux enfants.

### Carrière administrative
Diplômé de l'Institut d'études politiques de Paris (1974), ancien élève de l'École nationale d'administration (promotion Michel-de-L'Hospital), il en sort en 1979 administrateur civil au ministère de l'Intérieur. Il est sous-préfet de Pontoise de 1984 à 1986.
Membre du RPR, il devient ensuite chef de cabinet de Robert Pandraud, ministre délégué chargé de la sécurité, avant de prendre en charge la sous-direction des étrangers et de la circulation transfrontière au ministère de l'Intérieur.
De 1991 à 1994, il est membre de l'Inspection générale de la Ville de Paris, un emploi fictif pour lequel il a perçu 210 000 euros et sera condamné par la justice.
Il est nommé directeur adjoint du cabinet du Premier ministre Alain Juppé le 18 mai 1995, poste qu'il quitte un an plus tard, en mai 1996, tout en demeurant conseiller auprès du Premier ministre jusqu'en juin 1997. Il réintègre ensuite son administration d'origine, le ministère de l'Intérieur.
L'année suivante, le président de la République Jacques Chirac veut le nommer à la Cour des Comptes mais le premier président de cette institution, Pierre Joxe, s'oppose à sa nomination, contestant son expérience en matière de contrôle financier faute d'avoir rédigé des rapports durant les quatre ans de son appartenance à l'inspection générale de la Ville de Paris. Patrick Stefanini intègre alors le Conseil d'État au tour extérieur en 1998,.
En mai 2005, il est nommé à la tête du comité interministériel de contrôle de l'immigration. Il est ensuite l'un des artisans de la création en mai 2007 du nouveau ministère de l'Immigration, de l'Intégration, de l'Identité nationale et du Développement solidaire, aux côtés de Brice Hortefeux. Il est nommé secrétaire général de ce ministère en janvier 2008 et apparaît comme le principal inspirateur de la politique d'immigration française,. Toutefois, sa mésentente avec le nouveau ministre Éric Besson entraîne son départ du ministère, où il aurait reclassé « les éléments les plus durs » du service des étrangers de la préfecture de police de Paris. Si le ministère disparaît par la suite, la réorganisation de l'administration du secteur de l'immigration qu'il a menée n'est pas remise en cause sous le quinquennat Hollande.
Il est nommé préfet de la région Auvergne, préfet du Puy-de-Dôme, par décret du 29 avril 2009, jusqu'au 7 avril 2011, où il est nommé préfet d'Aquitaine (jusqu'au 26 juillet 2012), préfet de la zone de défense et de sécurité Sud-Ouest ; il est préfet de la Gironde du 2 mai 2011 au 25 juillet 2012, là où Alain Juppé, dont il a été longtemps le collaborateur à Matignon et au RPR, est maire de Bordeaux. Il doit quitter son poste dans la foulée de l'élection de François Hollande. À cette même époque, il est membre du conseil de surveillance de la société anonyme Aéroport de Bordeaux-Mérignac,.
Après avoir fait valoir ses droits à la retraite au Conseil d'État en 2018, il intègre le cabinet de lobbying Lysios Public Affairs,. À la fin de la même année, il crée aussi sa société de conseil, Asphyl.

### Parcours politique
Il vote pour Valéry Giscard d'Estaing aux deux tours de l'élection présidentielle de 1981.
Bénéficiant d'un emploi fictif à la mairie de Paris, Patrick Stefanini est de 1991 à 1994 le directeur de cabinet d'Alain Juppé, alors secrétaire général puis président du RPR. Directeur de la campagne présidentielle de Jacques Chirac en 1995, Patrick Stefanini a brigué à plusieurs reprises des mandats électifs, connaissant à chaque fois l'échec jusqu'en 2021. Il est ainsi battu en 1995 à l'élection municipale de Nice à laquelle il s'était présenté en deuxième position sur la liste du maire (RPR) sortant Jean-Paul Baréty. Conseiller municipal d'opposition, il démissionne du conseil municipal de Nice le 24 juin 1996 après l'adhésion du maire Jacques Peyrat au RPR. Parallèlement à son emploi au sein du cabinet d'Alain Juppé à Matignon, il est nommé secrétaire général adjoint du RPR en mai 1996. À ce poste, il dirige la campagne des élections législatives de 1997 aux côtés de Renaud Donnedieu de Vabres pour l'UDF. À Paris, il est alors parachuté sur les terres électorales d'Alain Juppé, la 18e circonscription de Paris, à la faveur de la dissolution du 21 avril 1997, mais est battu par le socialiste Christophe Caresche, conseiller régional et adjoint au maire de l'arrondissement ; la droite perd ainsi une circonscription symbolique, celle de son Premier ministre et chef de la majorité RPR-UDF. Après la démission d'Alain Juppé de la présidence du RPR et l'élection de Philippe Séguin, il quitte son poste de secrétaire général adjoint du parti en juillet 1997,. 
Candidat en huitième position à Paris aux élections régionales de 1998 en Île-de-France sur la liste d'union de la droite (RPR, UDF et MPF) menée par l'ancien Premier ministre Édouard Balladur,, la liste est battue par celle de la gauche et il siège comme conseiller régional d'opposition de 1998 à 2004. En juin 1998, il est élu secrétaire de circonscription pour le 18e arrondissement de Paris par la fédération parisienne du RPR. Un temps pressenti pour mener la liste RPR aux élections municipales de 2001 dans le 18e arrondissement de Paris, il est écarté par le candidat Philippe Séguin en raison de sa mise en examen dans l'affaire des emplois fictifs de la mairie de Paris.
En 2002, il fait partie de la garde rapprochée de Jacques Chirac pour l'élection présidentielle. Aux côtés d'Alain Juppé, il est très actif dans la constitution de l'Union en mouvement, préfiguration de l'UMP destiné à rassembler la droite. Directeur adjoint de campagne de Jacques Chirac derrière Antoine Rufenacht, il est qualifié « d'organisateur en chef de la campagne » par Le Monde. C'est lui qui annonce le soir du 21 avril à son candidat que Lionel Jospin est éliminé pour le second tour et que son adversaire est Jean-Marie Le Pen.
Aux élections législatives qui suivent, il retente sa chance à Paris, dans la 17e (à cheval sur le 17e arrondissement de Paris essentiellement et le 18e arrondissement de Paris pour une petite partie) laissée vacante par la députée RPR sortante, Françoise de Panafieu, partie se présenter dans le sud du 17e arrondissement. Patrick Stefanini échoue à nouveau, de seulement 156 voix, face à la socialiste Annick Lepetit, maire du 18e arrondissement et qui démissionne pour laisser Daniel Vaillant retrouver son mandat de maire du 18e arrondissement.
Dans la même circonscription, une nouvelle élection a lieu à la suite d’une décision du Conseil constitutionnel rendue le 21 novembre 2002, qui annule le scrutin de juin 2002 pour collage d'affiches diffamantes. Le scrutin partiel qui en résulte début 2003 se solde par la victoire d'Annick Lepetit, l'adversaire socialiste de Patrick Stefanini, qui remporte la circonscription avec 54,80 % des voix.
En parallèle, il est secrétaire de la fédération UMP de Paris de 2002 jusqu'à sa démission en 2004, à la suite de sa condamnation dans l'affaire des emplois fictifs de la mairie de Paris. La même année, il renonce à briguer un second mandat de conseiller régional à cause de cette condamnation.
En juin 2013, il est désigné secrétaire général de Force républicaine, l'association qui porte l'action politique de François Fillon.
Courant 2013, en vue de la future primaire présidentielle, il sollicite Alain Juppé, qui n'a pas encore officiellement pris sa décision et le laisse libre de rejoindre François Fillon, dont il devient directeur de campagne,. Ce ralliement aurait été vécu comme une « trahison » par Nicolas Sarkozy, qui lui aurait reproché un manque de reconnaissance, alors qu'il l'avait nommé préfet en 2009 et confié en 2007 la création du ministère de l’Immigration et de l’Identité nationale. Catholique pratiquant, il participe au ralliement du mouvement Sens commun à la candidature de François Fillon. Idéologiquement, Le Monde le décrit comme « chiraco-juppéiste, libéral et européen, [...] conservateur sur les questions sociétales ».
Il est le directeur de campagne de Valérie Pécresse, tête de liste Les Républicains pour l'élection régionale de 2015 en Île-de-France. Après la victoire de cette dernière en décembre, il est nommé directeur général des services de la région Île-de-France. Fin novembre 2016, après la victoire de François Fillon pour la primaire présidentielle des Républicains, il devient directeur général du parti, quittant son poste à la région Île-de-France. Le 3 mars 2017, dans le contexte de l'affaire Fillon, il renonce à ses fonctions de directeur de campagne de François Fillon pour l'élection présidentielle et rend publique sa démission, qui prendra effet au soir du 5 mars. Selon L'Humanité, il reconnait à demi-mot le caractère fictif de l’emploi de Penelope Fillon en évoquant « un système qui vise à accorder des compléments de rémunération aux parlementaires ». En novembre de la même année, il publie Déflagration, qui revient sur l'histoire de cette campagne.
Il participe à l'organisation du lancement du mouvement Soyons libres de Valérie Pécresse, qui se tient le 10 septembre 2017 à Argenteuil.
En 2021, il est élu conseiller départemental des Yvelines dans le canton de Bonnières-sur-Seine en binôme avec Josette Jean sous la bannière LR, avec 70,85 % des voix,. Il prend ensuite la présidence de l’agence départementale Ingenier’Y, succédant à Philippe Benassaya.
Il est le directeur de campagne de Valérie Pécresse au congrès des Républicains de 2021 en vue de l'élection présidentielle de 2022,. Il a également été sollicité par Michel Barnier et Éric Zemmour, déclinant pour ce dernier en lui déclarant : « Mes convictions sur l’Europe sont aux antipodes des tiennes… ».
Le 29 novembre 2024, il est nommé représentant spécial sur l'immigration du ministre de l'Intérieur Bruno Retailleau, avec pour mission de négocier des accords de réadmission,.

## Affaire judiciaire
Très proche d'Alain Juppé au sein du RPR, il est condamné avec lui dans l'affaire des emplois fictifs de la mairie de Paris pour avoir bénéficié entre 1991 et 1995 d'un emploi fictif. Il est mis en examen le 15 juin 2000. En janvier 2004, le tribunal correctionnel de Nanterre le condamne à 12 mois de prison avec sursis pour recel de prise illégale d'intérêt ; il voit ensuite sa peine ramenée à 10 mois quelques mois plus tard par les juges de la cour d'appel de Versailles.

## Ouvrages
- Patrick Stefanini et Carole Barjon, Déflagration, Paris, Robert Laffont, novembre 2017, 418 p. (ISBN 978-2-221-20295-1)
- Patrick Stefanini, Immigration : ces réalités qu'on nous cache, Robert Laffont, novembre 2020, 330 p. (ISBN 978-2-221-23869-1)[56]

## Décorations
- Chevalier de la Légion d'honneur depuis le 13 juillet 2010[57].
- Officier de l'ordre national du Mérite depuis le 14 novembre 2008[58]
  -  Chevalier de l'ordre national du Mérite du 12 septembre 1994.
- Chevalier de l'ordre du Mérite agricole.